# 街子撒拉千户院
街子撒拉千户院，位于中国青海省循化县街子乡团结村，为第八批青海省文物保护单位，公布日期为2008年4月10日，类型为古建筑。
街子撒拉千户院的历史年代为清。